# Les Plaisirs du bal
Les Plaisirs du bal est un tableau réalisé par le peintre français Antoine Watteau vers 1715-1717. De format horizontal, cette huile sur toile est une fête galante qui représente un homme et une femme dansant le menuet au milieu d'une assemblée installée sous une arcade qui donne sur un parc doté d'une fontaine. Léguée au Dulwich College en 1811, l'œuvre est conservée à la Dulwich Picture Gallery, à Londres, au Royaume-Uni.